# SHAEF
SHAEF er en forkortelse for Supreme Headquarters of the Allied Expeditionary Forces, altså "de allierede styrkers hovedkvarter".
Hovedkvarteret havde fra 1943 og frem til slutningen af 2. verdenskrig kommandoen over de allierede styrker som kæmpede og opererede i Vesteuropa, herunder USA, Storbritannien og tropper fra Det Britiske Imperium (Canada, Indien, Australien, mv.), samt støtte-tropper fra lande som stadig var besat af fjenden (Frankrig, Grækenland, Polen, Holland, Norge, mv.). General Dwight D. Eisenhower var den eneste chef for SHAEF.
| Historie | Spire Denne historieartikel er en spire som bør udbygges. Du er velkommen til at hjælpe Wikipedia ved at udvide den. |